# Hindarx
Hindarx è un comune dell'Azerbaigian situato nel distretto di Ağcabədi. Conta una popolazione di 7.680 abitanti.